# 秦鎬 (嘉靖進士)
秦鎬（1497年—？年），字子京，陕西西安府三原縣人，民籍。明朝政治人物。

## 生平
治《易經》，行二，正德十四年（1519年）陕西鄉試第二十一名舉人，年二十七歲中式嘉靖二年（1523年）癸未科會試第二百四十六名，第三甲第九十五名進士。授浙江蕭山縣知縣，官至大同府知府。

## 家族
曾祖秦克讓。祖父秦秉。父秦仲學。母馬氏。永感下。兄秦鎮。